# Afera szpiegowska poruczników Piontka i Urbaniaka
Afera szpiegowska poruczników Piontka i Urbaniaka – afera szpiegowska w Wojsku Polskim II RP w latach 1925-1927.

## Historia
W sobotę i w niedzielę, 2 i 3 kwietnia 1927 roku przed Wojskowym Sądem Okręgowym Nr VIII w Grudziądzu przeprowadzona została rozprawa przeciwko dwóm oficerom młodszym pełniącym służbę w 1 Batalionie Strzelców w Chojnicach. Rozprawa miała charakter tajny. Została przeprowadzona w trybie doraźnym, na sesji wyjazdowej sądu w Toruniu. „Obrony oskarżonych podjęli się sędziowie wojskowi z urzędu, albowiem ze względu na charakter zbrodni żaden z toruńskich adwokatów nie chciał się podjąć obrony”.
Porucznik Paweł Piontek, lat 26 i jego rówieśnik, porucznik Kazimierz Urbaniak, jak donosiła prasa, zostali oskarżeni o „zdradę tajemnicy wojskowej na rzecz państwa ościennego”. Faktycznie obaj oficerowie zostali oskarżeni o działalności szpiegowską w latach 1925-1926 na rzecz niemieckiego wywiadu – Abwehry. Rozprawa miała na ogół przebieg spokojny. Obaj oskarżeni przyznali się do winy. W chwili podjęcia współpracy z wywiadem niemieckim obaj oficerowie pełnili służbę w I batalionie 66 Kaszubskiego Pułku Piechoty detaszowanym w Chojnicach.
W poniedziałek 4 kwietnia 1927 roku o godz. 13.00 Wojskowy Sąd Okręgowy Nr VIII wydał wyrok. Obaj oficerowie zostali uznani za winnych popełnienia zarzucanych im czynów i za to skazani na degradację, wydalenie z wojska, pozbawienie praw obywatelskich i karę śmierci przez rozstrzelanie. Wyrok został zatwierdzony przez dowódcę Okręgu Korpusu Nr VIII, generała dywizji Leona Berbeckiego. Prezydent RP Ignacy Mościcki nie skorzystał z prawa łaski. O godz. 18.45 skazani zostali przewiezieni pod silną eskortą na miejsce stracenia do Fortu Żółkiewskiego w Toruniu. „W tym czasie zebrały się przed więzieniem i na ulicach tłumy publiczności, tak, że do utrzymania porządku użyto prócz policji Żandarmerii Wojskowej”. Tego samego dnia o godz. 19.00 obaj oficerowie zostali rozstrzelani. Porucznik Urbaniak został rozstrzelany jako pierwszy, co oznaczało lżejszy wymiar kary. Ich ciała zostały przewiezione na cmentarz wojskowy.
W związku z tą sprawą zostali aresztowani dwaj inni oficerowie 66 Kaszubskiego Pułku Piechoty w Chełmnie, porucznicy: Piotr Władysław Nowosielski (odznaczony Krzyżem Srebrnym Virtuti Militari i Krzyżem Walecznych) i Alojzy Mikołaj Badziąg (odznaczony Krzyżem Walecznych), którzy mieli odpowiadać w postępowaniu zwyczajnym. Kilku innych oficerów I/66 pp miało być pociągniętych do odpowiedzialności za brak nadzoru, przy czym z relacji prasowych nie wynikało, czy chodziło o odpowiedzialność karną, czy też dyscyplinarną. 
Łączniczką porucznika Pawła Piontka z wywiadem niemieckim była jego narzeczona, Wanda Piekarska. 14 października 1927 roku Sąd Okręgowy w Grudziądzu skazał Wandę Piekarską na karę sześciu lat ciężkiego więzienia za szpiegostwo i karę jednego roku więzienia za kradzież oraz karę łączną sześciu lat i dwóch miesięcy ciężkiego więzienia. Rozprawa w części dotyczącej zarzutu szpiegostwa miała charakter tajny, natomiast wątek kradzieży na szkodę właściciela sklepu Rascha z Chojnic rozpatrywany był przy udziale publiczności. W trakcie rozprawy ujawniono, że w domu rodziców oskarżonej w Drzycimiu została przeprowadzona rewizja, w trakcie której ujawniono porcelanę, kryształy, szkła, materiały na suknie itp. przedmioty pochodzące ze sklepu Rascha o łącznej wartości przekraczającej kwotę 2 tys. zł. Ponadto ujawniono, że porucznik Paweł Piontek wręczył p. Rasch równowartość 1000 zł w rentenmarkach i dolarach za skradzione przez Piekarską rękawiczki, skarpetki itp. Oskarżona pozostała w areszcie do uprawomocnienia wyroku.
Afera szpiegowska wpłynęła na dalszą karierę wojskową Alojzego Mikołaja Badziąga (ur. 6 grudnia 1898 roku). Jako porucznik posiadał starszeństwo z 1 grudnia 1920 roku. Na kapitana awansował dopiero 22 lutego 1934 roku ze starszeństwem z 1 stycznia 1934 roku i 10. lokatą w korpusie oficerów piechoty. Do wybuchu II wojny światowej pełnił służbę w 82 Syberyjskim Pułku Piechoty w Brześciu nad Bugiem na stanowisku dowódcy kompanii. W czasie kampanii wrześniowej 1939 roku walczył jako kwatermistrz 82 pp.
W 1988 roku na kanwie afery szpiegowskiej poruczników Pawła Piontka i Krzysztofa Urbaniaka powstały dwa odcinki (5. i 6.) serialu telewizyjnego Pogranicze w ogniu.